# 宗野徳太郎
宗野 徳太郎（そうの とくたろう、1933年1月17日 - ）は、静岡県出身の社会人野球選手。内野手。高校野球の指導者。

## 経歴
清水中学から静岡城内高校に進学。1年からレギュラーポジションをつかみ、1年夏を皮切りに、３度甲子園に出場。立教大学時代、２学年下の長嶋茂雄をつきっきりで指導したと言われる。全藤倉でプレーしたのち、静岡市の菅野寛也医師の医院の事務長。1978年、静岡高校創立100年の際には、学校から依頼され静高専任コーチとなり、野島譲監督を支えて甲子園出場を果たした。1981年から代行1年を含め、静岡高校野球部OB会長（第5代）を10年ほど務めた。

### 立教大学で長嶋茂雄を指導
長嶋はかつてショートだったが大学時代から本格的にサードに転向し守備を徹底的に鍛えられた。宗野の教えによってミスターの代名詞である「指先を1塁方向へ残すスローイング」（送球の後に右手をヒラヒラと動かす所作）が誕生した。宗野はこの技術的な意味について「サードの場合、三遊間の深いところに打球が来ると体が開きやすく、一塁への悪送球につながりやすい。その開きを抑えるために、投げた後もう一度投げるような、リリースポイントを２つ作るイメージで投げてみるよう教えた。」と語っている。